# Rathmines
Rathmines (Ráth Maonais en irlandés, que significa "fortaleza de Maonais") es un suburbio de Dublín, Irlanda, situado a unos tres kilómetros al sur del centro de la ciudad. Comienza en la parte sur del Grand Canal, se estrecha hasta la Calle Rathmines y llega hasta Rathgar por el sur, hasta Ranelagh por el este y hasta Harold's Cross por el oeste. 
Rathmines posee una floreciente actividad civil y comercial y es bien conocido a lo largo de la isla como parte de una "llanura" que proporciona alojamiento a precios razonables a funcionarios y estudiantes recién llegados desde fuera de la ciudad desde los años 30. En tiempos más recientes, Rathmines ha diversificado su abastecimiento de viviendas y muchas casas han sido ocupadas por la población más acaudalada del boom económico del país en los años años 90. Aun así, se dice que Rathmines tiene un aire cosmopolita y cuenta con una diversa población internacional, además de haber sido siempre el hogar personas de comunidades inmigrantes y minorías étnicas.

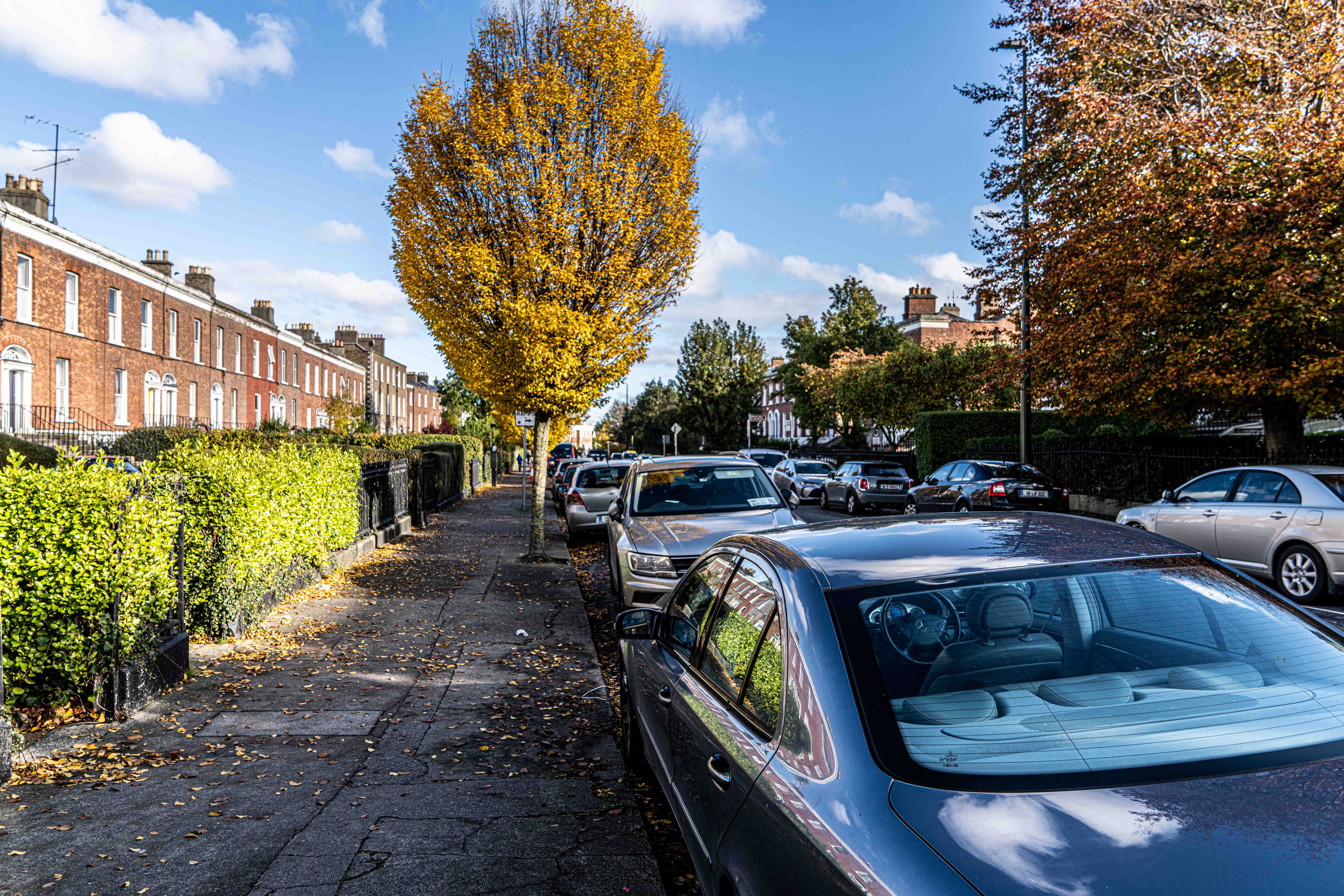
Casas adosadas en Leinster Road, Rathmines
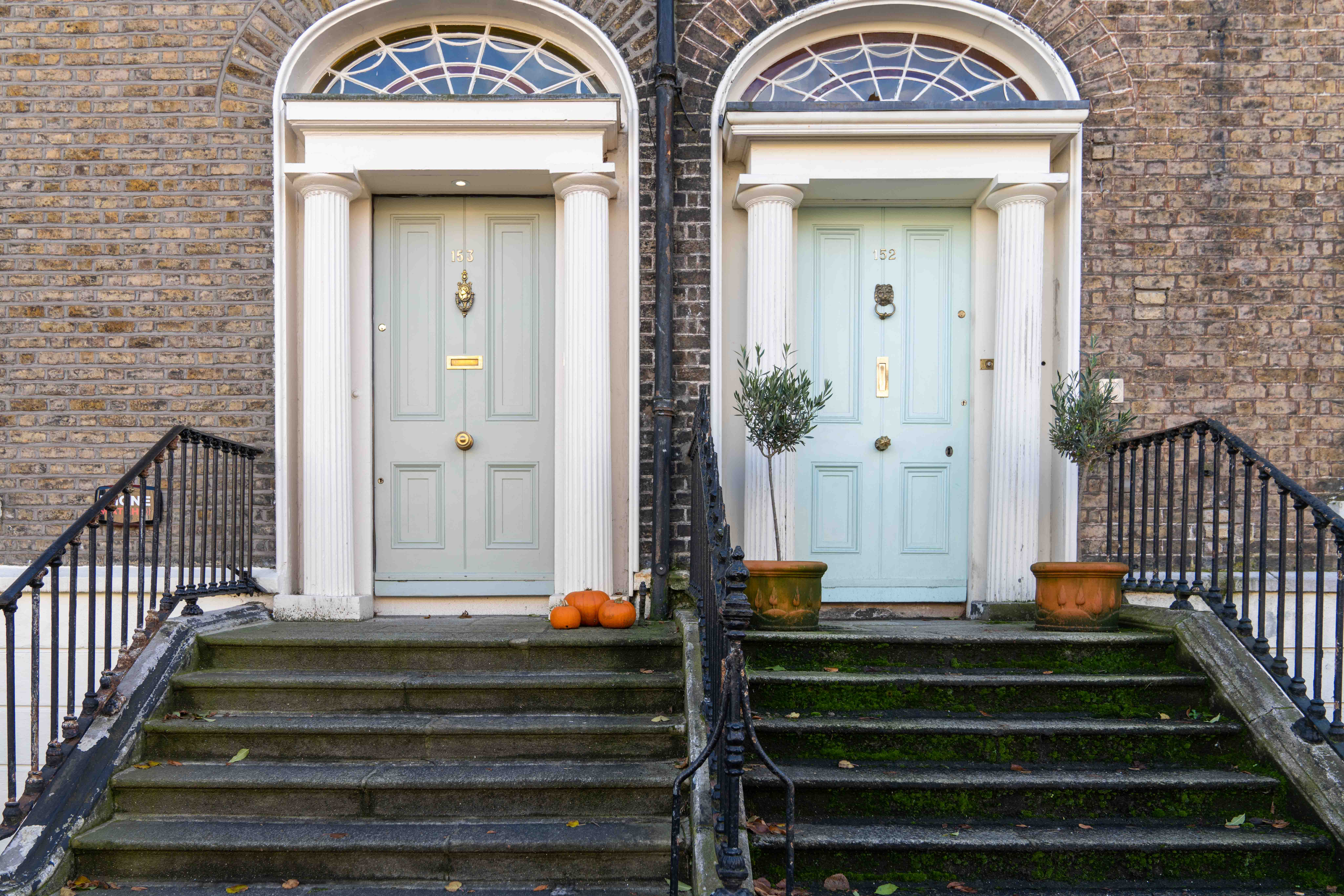
Puertas georgianas en Rathmines
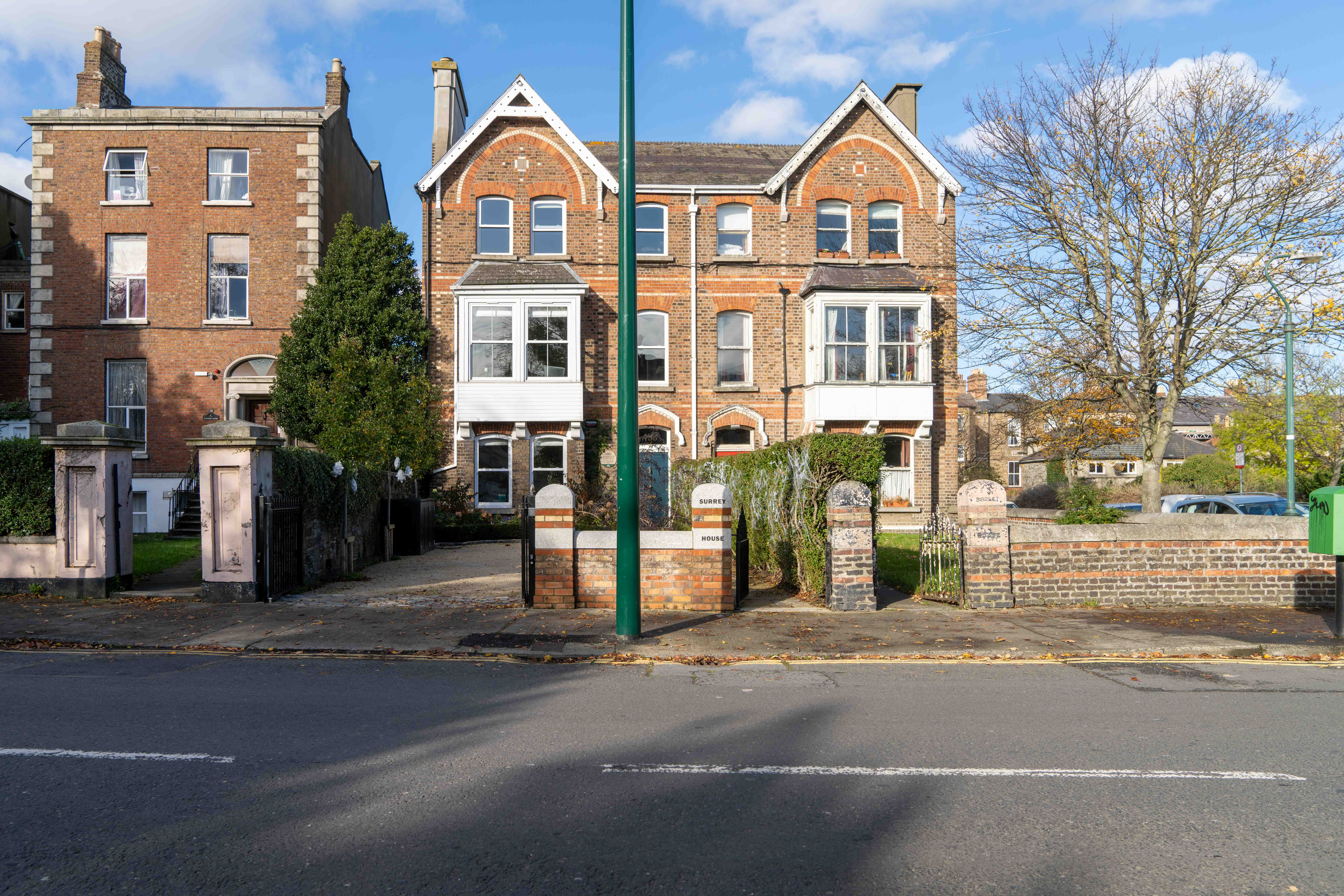
Casas en Leinster Road, Rathmines
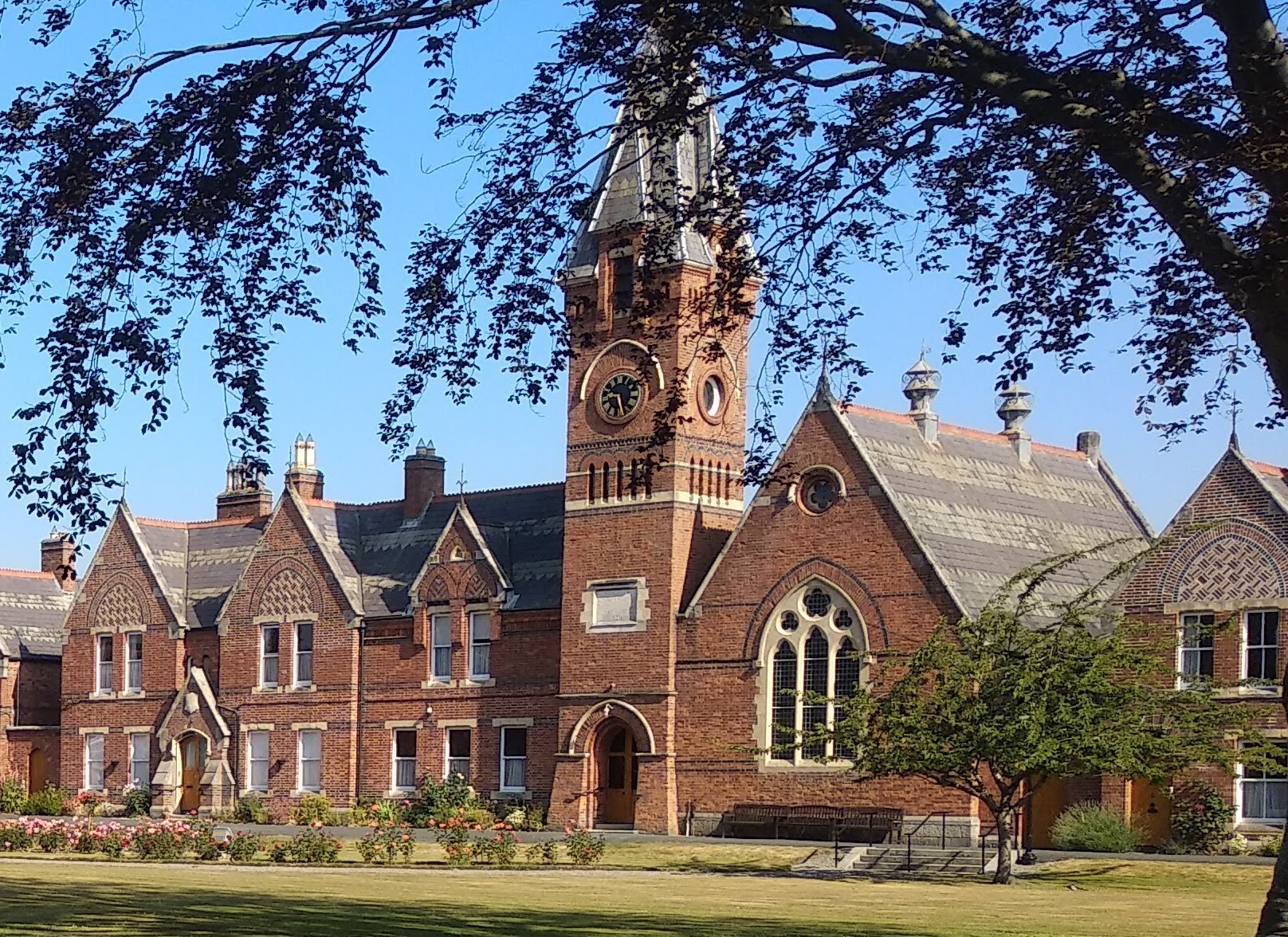
La casa Mageough

- Datos: Q2672384
- Multimedia: Rathmines / Q2672384